# نینا دمه
نینا پتروونا دمه (روسی: Нина Петровна Демме، ۱۹۰۲ – ۱۶ مارس ۱۹۷۷) کاوشگر قطبی، زیست‌شناس و پرنده‌شناس شوروی بود. او یکی از اولین زنانی بود که به شمالگان سفر کرد و مسئولیت یک کاوش قطبی را بر عهده داشت. در یک خانواده چندمهری در کوستروما رشد یافت و از سال ۱۹۰۷ تا ۱۹۱۴ در اولین گیمنازیوم زنان در روسیه تحصیل کرد و سپس برای معلم شدن آموزش دید. پس از گذراندن دوره‌های کارگری تحت نظر نادژدا کروپسکایا، همسر ولادیمیر لنین، به تدریس سازمان اجتماعی در استان اوفا پرداخت و سپس در سال ۱۹۲۱ برای تحصیل در مؤسسه جغرافیایی به سنت پترزبورگ رفت. او به مدت هشت سال جغرافیا و زیست‌شناسی را مطالعه کرد و در سفرهای تحقیقاتی متعددی دربارهٔ تحقیقات قطبی شرکت داشت.
دمه پس از فارغ‌التحصیلی در سال ۱۹۲۹ در مؤسسه تحقیقات قطب شمال و جنوبگان مشغول به کار شد و در یک مأموریت دو ساله به سرزمین فرانتس یوزف شرکت کرد، که در آن تنها زن گروه بود. او برای رهبری یک اکتشاف به سرزمین سورنایا زملیا (که آن زمان به عنوان جزایر کامنف شناخته می‌شد) انتخاب شد و همراه با تیم سه نفره خود بخش غربی این مجمع‌الجزایر را نقشه‌برداری کرده و تحقیقات روی پوشش گیاهی و جانوری انجام داد. پس از بازگشت به لنینگراد در سال ۱۹۳۴، او روی پتانسیل تجاری کشاورزی اشتراکی حیوانات شمال تحقیق کرد و برای چندین فصل به مطالعه روباه‌های سیاه و امکان پرورش مرغابی شمالگان معمولی پرداخت. او در سال ۱۹۴۶ موفق به کسب درجه کاندیدات (معادل دکترا) در زیست‌شناسی شد و به استادی رسید، اما علاقه‌ای به ماندن در کلاس نداشت و تا زمان بازنشستگی در سال ۱۹۵۹ به سفرهای تحقیقاتی ادامه داد. در دوران بازنشستگی، نقاشی می‌کرد و یک باغ بزرگ از گل‌ها و درختان ایجاد کرد که تا زمان مرگش در سال ۱۹۷۷ از آن مراقبت می‌کرد.

## اوایل زندگی
نینا در سال ۱۹۰۲ در کوستروما در امپراتوری روسیه از ماریا ایوانونا ریابتسووا و لودویگ فئودوروویچ دمه متولد شد. او کودکی حلال‌زادگی بود که در یک خانواده چندمهری بزرگ شد؛ خانواده‌ای که شامل همسر اول پدرش و نه فرزند او، و همچنین پنج فرزند مادرش بود. نینا، جولیا و سریوژا خواهر و برادران تنی او از رابطه مادرش با پدرش بودند. به دلیل اینکه خواهر و برادران تنی او غیرقانونی محسوب می‌شدند، آن‌ها را با نام خانوادگی مادرشان، ریابتسووا، ثبت کردند و نام پدرشان را نداشتند. با این حال، مدارک جعلی با نام نینا پتروونا دمه-ریابتسووا به او این امکان را داد که تنها فرزندی باشد که نام پدر را حفظ کند و وارد گیمنازیوم شود.
پدرش، که اصالتاً یک نجیب‌زاده آلمانی از خانواده von Medem بود، نام خود را به دمه تغییر داد و به روسیه مهاجرت کرد. او ابتدا یک مغازه دوچرخه‌فروشی در گالیچ، روسیه داشت و سپس به کوستروما نقل مکان کرد و با ریابتسووا که صاحب یک کارخانه آبجوسازی بود، رابطه برقرار کرد. پس از اینکه خانواده اول خود را از آلمان فراخواند، خانواده‌های ترکیبی آن‌ها خانه‌ای را اجاره کردند که بعدها به کتابخانه پوشکین در کوستروما تبدیل شد. در این خانه، ریابتسووا، لودویگ و فرزندان او در طبقه بالا زندگی می‌کردند، در حالی که خانواده اولش در خانه باغ مستقر بودند. بعدها، او خانه‌ای جدید برای این خانواده ترکیبی در شماره ۲۳ خیابان پاستوخوسکایا ساخت. روابط بین همسران و فرزندانش دوستانه بود و همه در مزرعه‌ای که محصولات کشاورزی از جمله مرغ، میوه و گل برای فروش محلی تولید می‌کرد، همکاری داشتند. لودویگ دمه به پرندگان علاقه داشت و چندین نژاد نادر از کبوترها را پرورش می‌داد که شهرت زیادی داشتند.

## تحصیلات
پس از اتمام آموزش ابتدایی، دمه وارد گیمنازیوم زنان گریگوروف (روسی: Григоровскую женскую гимназию)، اولین دبیرستان دخترانه در روسیه، شد. این مدرسه توسط اشراف استان کوستروما تأمین مالی می‌شد، اما به دلیل اینکه مدارک او او را به عنوان فرزند یک رعیت ثبت کرده بود، مورد تمسخر قرار گرفت. دانش‌آموزان این مدرسه برای معلمی آماده می‌شدند و دروسی همچون رقص، موسیقی، گلدوزی، زبان‌های فرانسوی، آلمانی و روسی، جغرافیا، ادبیات، ریاضیات، فیزیک و دین را مطالعه می‌کردند. او در سال ۱۹۱۴ فارغ‌التحصیل شد و سپس وارد دانشسرای تربیت معلم در کوستروما شد. در سال ۱۹۱۷، در حالی که در پروژه‌ای اجتماعی مشارکت داشت، با بلشویک‌ها آشنا شد و به سرعت به عضویت کومسومول در کوستروما درآمد. تا سال ۱۹۱۹، او یکی از رهبران کومسومول بود و در کمیته استانی فعالیت داشت. در سال ۱۹۲۰، او برای گذراندن دوره‌های کارگری نزد نادژدا کروپسکایا به مسکو رفت و پس از تکمیل این دوره‌ها، برای آموزش اصول اشتراکی‌سازی به استان اوفا در رشته‌کوه اورال فرستاده شد.

## حرفه

### کاوش‌های قطبی

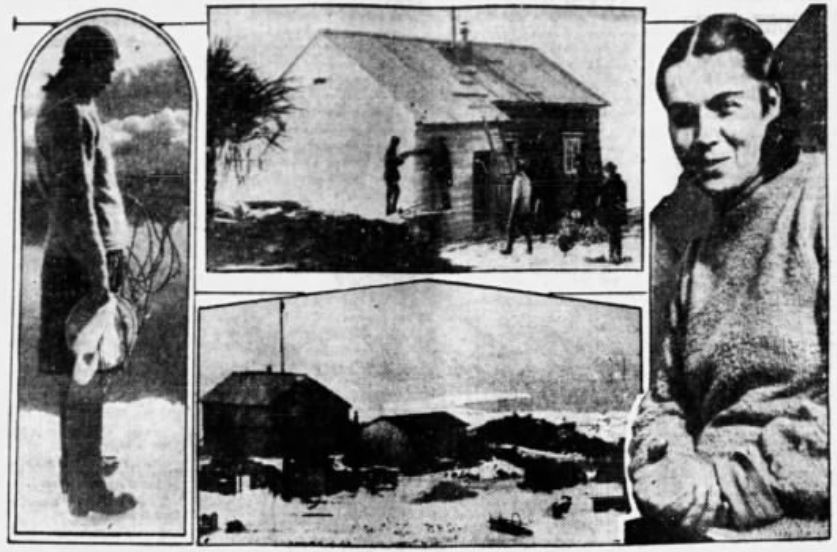
نینا دم، در اکتشاف سال ۱۹۳۱ در سرزمین فرانتس یوزف. عکس نشان می‌دهد که این‌ها اولین تصاویر ارسال‌شده از این اکتشاف بودند: سمت چپ دم، در حال نمونه‌برداری از آب؛ وسط اردوگاه؛ سمت راست دم، نشسته

مکان‌های اکتشافات دم، در شمالگان

در سال ۱۹۲۹، دم فارغ‌التحصیل شد و در مؤسسه پژوهشی قطب شمال و جنوبگان که در سال ۱۹۳۰ تأسیس شده بود، مشغول به کار شد. به دلیل تجربه گسترده و پیشینه پژوهشی‌اش، او برای شرکت در یک اکتشاف بر روی یخ‌شکن جورج سدوف انتخاب شد که برنامه‌اش زمستان‌گذرانی در سرزمین فرانتس یوزف بود. ایوانف برای مدیریت ایستگاه قطبی در خلیج تیکایا در جزیره هوکر فرستاده شد و گروه ۱۱ نفره دانشمندان تحت رهبری اوتو اشمیت بودند. دم، تنها زن در این گروه بود و پوشش خبری بین‌المللی آن زمان ادعا کرد که او اولین زنی بود که شمالگان را کاوش کرد. کار او شامل مطالعات جغرافیایی و زیست‌شناسی بود و گروه برای دو سال در این جزیره زمستان‌گذرانی کرد. هنگامی که او مشغول اکتشاف حیات وحش و گیاهان نبود، به آب‌شناس گروه در اندازه‌گیری‌ها کمک می‌کرد.
در طول این اکتشاف، دم و ایوانف طلاق گرفتند و او با یکی دیگر از دانشمندان ازدواج کرد. پس از بازگشت از این سفر، آن ازدواج نیز پایان یافت و او با گابریل ایگناتیویچ یولیوف، اپراتور رادیو ازدواج کرد.

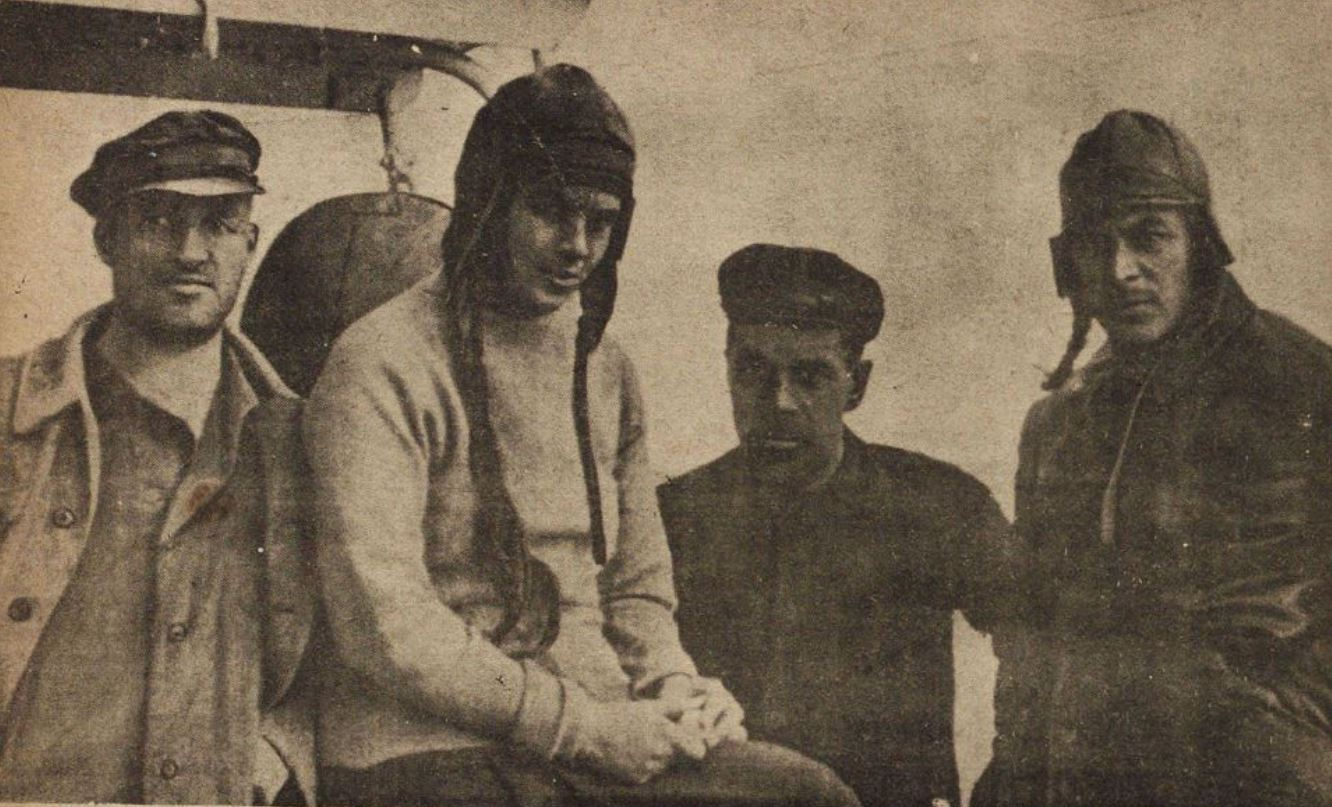
نینا دم و گروهش در حال آماده‌سازی برای عزیمت به سورنایا زملیا در سال ۱۹۳۲

در سال ۱۹۳۲، او تیمی متشکل از سه مرد، شامل یک شکارچی، یک هواشناس و همسرش یولیوف، اپراتور رادیو، را رهبری کرد تا در سورنایا زملیا زمستان‌گذرانی کنند و روزنامه‌ها گزارش دادند که او اولین زنی بود که رهبری یک اکتشاف قطبی را بر عهده داشت. گروه با کشتی روسسانوف سفر کرد و در ۱۴ اوت رسیدند و در کابینی که شامل یک اتاق بزرگ با تخت‌های دوطبقه، کتابخانه و یک میز غذاخوری بزرگ بود، مستقر شدند. هر شب در هنگام شام، آن‌ها به کنسرت‌ها و اخبار رادیویی گوش می‌دادند. دم، فرماندار این مجمع‌الجزایر شد و اختیار مدیریت امور تجاری، مهاجرت و دیگر مسائل حکومتی را داشت. گروه قرار بود یک زمستان در آنجا بماند و امکان‌سنجی تجاری گیاگان و زیاگان جزایر را بررسی کند. آن‌ها نمونه‌های زمین‌شناسی و گیاه‌شناسی جمع‌آوری کردند، به مطالعه جانوران مختلف پرداختند، و قسمت غربی سورنایا زملیا را نقشه‌برداری کردند. به دلیل عدم دسترسی یخ‌شکن‌ها، تیم مجبور شد برای سال دوم در شمالگان بماند.
حوادث مختلفی برای گروه رخ داد، از جمله یک حادثه که در آن، هنگام شکار، مردان دم را با یک خرس قطبی اشتباه گرفتند و او برای جلوگیری از شلیک، شروع به خواندن یک آریا از لا تراویاتا کرد تا نشان دهد که او شکار آن‌ها نیست. در سپتامبر ۱۹۳۴، الکساندر آلکسیف، یک خلبان دولتی، از سیبری پرواز کرد و توانست دم و تیمش، همچنین بوریس لاوروف و خلبانش را که پس از سقوط هواپیمایشان ۱۸۵ مایل را پیاده پیموده بودند، نجات دهد.

## یادداشت
1. ↑  اعضای این گروه ۱۱ نفره شامل ایوانف، جغرافیدان و رهبر؛ دانیلوف، سورتمه‌ران؛ دم، زیست‌شناس؛ گولوبنکوف، هواشناس؛ یولیوف، اپراتور رادیویی؛ خاتانزی و کوزنتسوف، شکارچیان ننتس‌ها؛ دکتر کوتلیایف، پزشک اردوگاه که اثرات قطب شمال بر خون انسان را مطالعه می‌کرد؛ موخین، آب‌شناس؛ پلوسکونوسوف، مکانیک؛ و پستانوف، آشپز بودند.